# Wilhelm Meyer (Politiker, 1929)

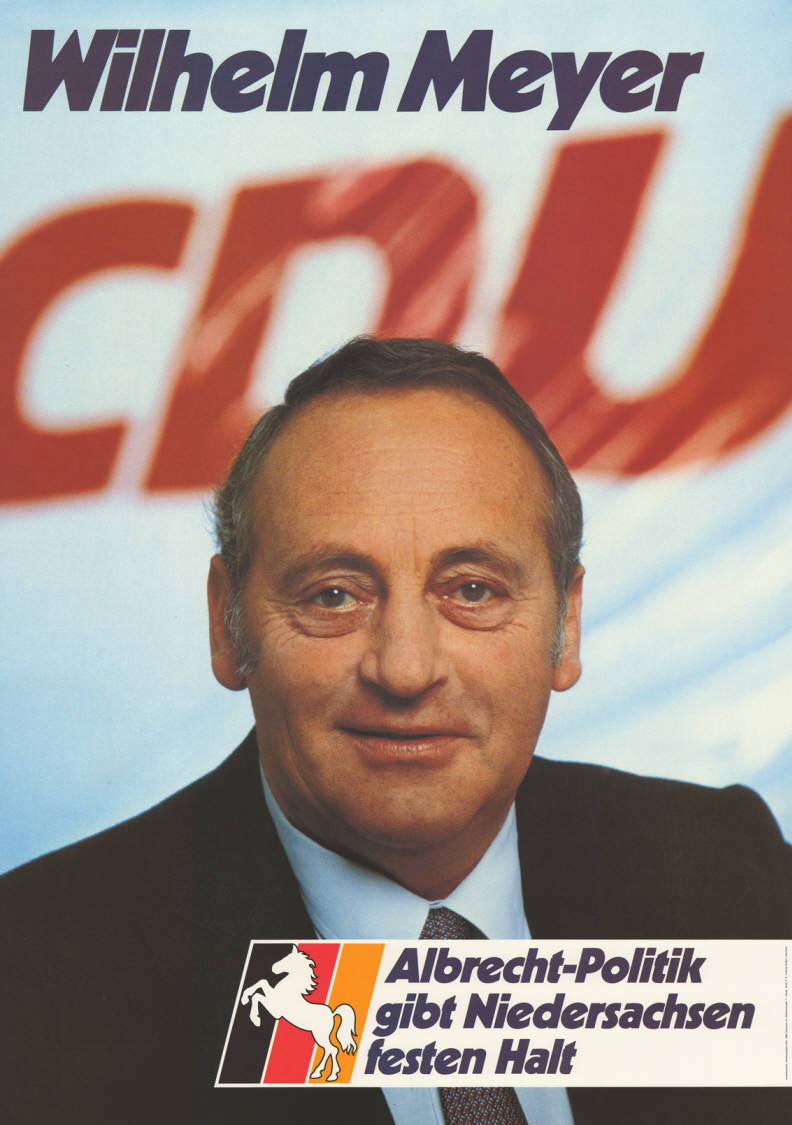
Kandidatenplakat zur Landtagswahl in Niedersachsen 1982

Wilhelm Meyer (* 7. Februar 1929 in Remlingen; † 9. Mai 2002 ebenda) war ein deutscher Politiker (CDU). Er war von 1982 bis 1986 Abgeordneter im Landtag von Niedersachsen.
Meyer besuchte die Volksschule und die Oberschule in Bad Gandersheim. Nach der Schule machte er eine Ausbildung als Landwirtschaftsmeister, die er 1955 abschloss. Trotz einer Amputation beider Beine übernahm er den landwirtschaftlichen Betrieb seiner Eltern. Meyer war Mitglied des Aufsichtsrates der Volksbank Asse. Seit 1981 war er Ratsherr und Bürgermeister der Gemeinde Remlingen und der Samtgemeinde Asse. Vom 21. Juni 1982 bis zum 20. Juni 1986 war Meyer Mitglied des Niedersächsischen Landtages der 10. Wahlperiode.